# 6114 Dalla-Degregori
6114 Dalla-Degregori eller 1984 HS1 är en asteroid i huvudbältet som upptäcktes den 28 april 1984 av den italienske astronomen Walter Ferreri vid La Silla-observatoriet. Den är uppkallad efter de båda italienska låtskrivarna Lucio Dalla och Francesco De Gregori.
Asteroiden har en diameter på ungefär 4 kilometer.